# Гучен (повіт, Хубей)
32°15′57″ пн. ш. 111°38′03″ сх. д. / 32.26591° пн. ш. 111.63413° сх. д.
Гучен (кит. 谷城县, пін. Gŭchéng Xiàn) — один із повітів КНР у складі префектури Сян'ян, провінція Хубей. Адміністративний центр — містечко Ченгуань.

## Географія
Гучен лежить на висоті близько 87 метрів над рівнем моря. Східним кордоном повіту слугує річка Ханьшуй.

### Клімат
Повіт знаходиться у зоні, котра характеризується вологим субтропічним кліматом. Найтепліший місяць — липень із середньою температурою 27,5 °C. Найхолодніший місяць — січень, із середньою температурою 2,9 °С.
| Клімат повіту Гучен     | Клімат повіту Гучен | Клімат повіту Гучен | Клімат повіту Гучен | Клімат повіту Гучен | Клімат повіту Гучен | Клімат повіту Гучен | Клімат повіту Гучен | Клімат повіту Гучен | Клімат повіту Гучен | Клімат повіту Гучен | Клімат повіту Гучен | Клімат повіту Гучен | Клімат повіту Гучен |
| Показник                | Січ.                | Лют.                | Бер.                | Квіт.               | Трав.               | Черв.               | Лип.                | Серп.               | Вер.                | Жовт.               | Лист.               | Груд.               | Рік                 |
| Середній максимум, °C   | 7,7                 | 10,6                | 15,5                | 22,4                | 27,5                | 30,8                | 32,1                | 31,2                | 27,2                | 22,2                | 16                  | 10,1                | 21,1                |
| Середня температура, °C | 2,9                 | 5,4                 | 9,9                 | 16,4                | 21,7                | 25,6                | 27,5                | 26,5                | 22,2                | 16,9                | 10,6                | 5                   | 15,9                |
| Середній мінімум, °C    | −0,7                | 1,4                 | 5,4                 | 11,4                | 16,6                | 21,1                | 23,9                | 22,9                | 18,4                | 13                  | 6,7                 | 1,2                 | 11,8                |
| Норма опадів, мм        | 25                  | 32.5                | 59                  | 71.2                | 109.3               | 105.3               | 128.7               | 155.7               | 95.8                | 73.5                | 46.7                | 21                  | 923.7               |
| Вологість повітря, %    | 74                  | 73                  | 73                  | 74                  | 73                  | 75                  | 82                  | 82                  | 80                  | 78                  | 76                  | 74                  | 76.2                |
| ----------------------- | ------------------- | ------------------- | ------------------- | ------------------- | ------------------- | ------------------- | ------------------- | ------------------- | ------------------- | ------------------- | ------------------- | ------------------- | ------------------- |
| Джерело: data.cma.cn    |                     |                     |                     |                     |                     |                     |                     |                     |                     |                     |                     |                     |                     |